# Мария-Франциска Савойская
Мария-Франциска-Елизавета Савойская, принцесса Немурская (фр. Marie Françoise Élisabeth de Savoie, порт. Maria Francisca Isabel de Sabóia; 21 июня 1646, Париж — 27 декабря 1683, Лиссабон) — королева Португалии в 1666—1668 и в 1683 годах.

## Биография
Мария-Франциска была второй дочерью Карла-Амадея Савойского, герцога Немурского и Омельского, и его супруги, Елизаветы де Бурбон, внучки французского короля Генриха IV.
В связи с тем, что король Франции Людовик XIV желал укрепить свой союз с Португалией, направленный против враждебной обоим государствам Испании, он сосватал Марию-Франциску португальскому королю Афонсу VI, который был как телесно, так и душевно нездоров. Предварительное венчание через представителей Афонсу состоялось во Франции 27 июня 1666 года. Затем невеста была отправлена вместе с флотом, возглавляемым её дядей, герцогом Бофором, в Португалию. Здесь уже, в Лиссабоне, 2 августа 1666 года, состоялась свадьба Афонсу VI и Марии-Франциски.
Этот брак был крайне неудачным, так как молодая королева не имела никакой склонности к своему супругу, в то же время влюбившись в его младшего брата, в будущем португальского короля Педру II. Вступив с ним в тайный союз против мужа, Мария-Франциска вначале добилась того, что король изгнал своего первого министра, Луиса де Васконселоса, 3-го графа де Кастело-Мельор, а затем выразил недоверие всему правительству страны (1667). В конце концов Афонсу VI был смещён, лишён управления Португалией и отправлен в ссылку в Терсейру на Азорских островах. Позднее он был поселён в своём дворце в Синтре, где содержался под домашним арестом. Вплоть до смерти Альфонса VI его брат Педру правил Португалией от его имени как принц-регент.
28 марта 1668 года брак между Марией-Франциской и Афонсу VI был аннулирован на основании того, что супруг был не в состоянии исполнять свои обязанности. Получив разрешение папы римского, 2 апреля 1668 года она вновь выходит замуж, на этот раз за своего любовника, принца-регента Педру, на политику которого Мария-Франциска и в дальнейшем оказывала серьёзное влияние. После смерти Афонсу VI 12 сентября 1683 года Педру был провозглашён королём Португалии под именем Педру II. В том же году скончалась и Мария-Франциска.
В браке с Афонсу VI у Марии-Франциски не было детей. Выйдя замуж за принца-регента, она в 1669 году родила дочь Изабеллу Луизу (1669—1690).